# Kenzō Takada
Kenzō Takada (高田 賢三 Takada Kenzō?, [takada kenꜜzoː]; n. 27 februarie 1939, Himeji, Japonia – d. 4 octombrie 2020, Neuilly-sur-Seine, Île-de-France, Franța) a fost un designer vestimentar japonez, stabilit în Franța. Takada a fondat Kenzo, o marcă globală de parfumuri, vestimentație și produse de îngrijire a pielii, și a fost președintele onorific al Asian Couture Federation.

## Tinerețe
Takada s-a născut la 27 februarie 1939 în Himeji, Prefectura Hyōgo. A fost unul dintre cei șapte copii ai lui Kenji și Shizu Takada, administrator al unui hotel. Dragostea pentru modă a apărut la o vârstă fragedă, fiind întreținută de revistele surorilor lui. Pentru o scurtă perioadă, a urmat cursurile Universității Municipale de Limbi Străine din Kobe, dar a renunțat după nici un an, împotriva dorințelor familiei sale, ca urmare a decesului tatălui său. În 1958, s-a înscris la Bunka Fukusō Gakuin din Tokyo, o școală vocațională de design care tocmai își deschisese porțile pentru elevi de sex masculin. În 1961, în timp ce studia la Bunka, Takada a câștigat un concurs de design de modă, premiul Soen.:122 În această perioadă, Takada a obținut experiență de lucru la magazinul Sanai, unde crea până la 40 de costume pe lună ca designer de vestimentație feminină.
Takada a fost inspirat de Paris, în special de designerul Yves Saint Laurent. Interesul său pentru Paris a fost încurajat și de profesorul său de la Bunka, Chie Koike, care fusese educat la L'École de la Chambre Syndicale de la Couture Parisienne.:113:142 În cursul pregătirilor pentru Jocurile Olimpice de vară din 1964, apartamentul lui Takada a fost demolat de guvern, acestuia oferindu-i-se o compensație financiară. La sfatul mentorului său, Takada a folosit banii primiți pentru o călătorie de o lună cu vaporul la Paris, oprindu-se pe drum în diferite orașe, precum Hong Kong, Saigon, Mumbai și Marsilia. În cele din urmă a ajuns la Gare de Lyon pe 1 ianuarie 1965. Prima impresie despre Paris a fost că era „trist și sumbru”, dar opinia a început să i se schimbe atunci când a trecut cu taxiul pe lângă Catedrala Notre Dame, pe care a descris-o ca „magnifică”.

## Cariera în modă

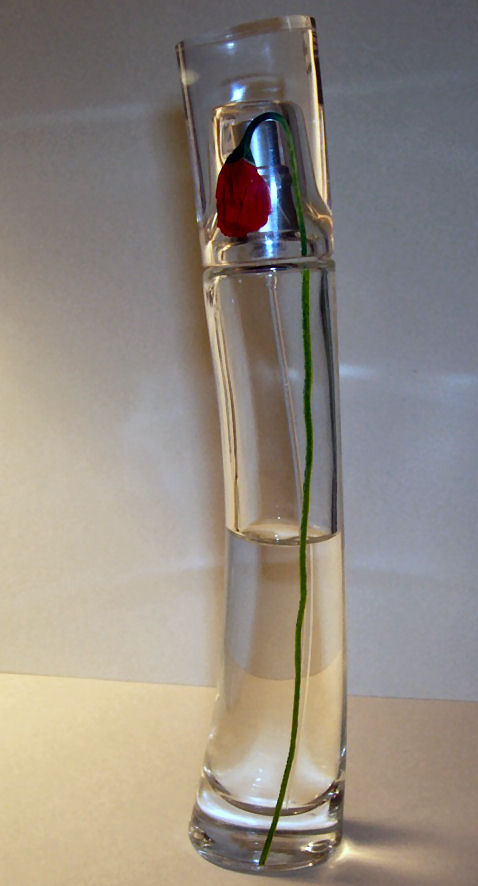
Sticla de parfum Flower by Kenzo

Lui Takada i-a fost inițial greu în Paris, vânzând schițe de modele caselor de modă pentru doar 25 de franci. Intenționa să plece din Paris pentru a se întoarce în Japonia după doar câteva luni, dar și-a promis să nu recurgă la această acțiune până când nu va fi creat ceva acolo, hotărându-se să deschidă o casă mică de modă într-o zonă unde colegii săi de breaslă nu deschiseseră niciuna. În această perioadă, Takada lucra ca stilist la un producător de textile numit Pisanti.:142
În 1970, în timp ce se afla la un târg de vechituri, Takada a întâlnit o femeie care dorea să îi închirieze un spațiu mic și ieftin în Galeria Vivienne. Takada a acceptat oferta și și-a deschis propriul magazin în calitate de designer. Cu foarte puțini bani, a cumpărat diverse materiale de 200 de dolari din piața Saint Pierre din Montmartre, creând o colecție de modă eclectică și îndrăzneață. Takada a prezentat colecția la primul său spectacol de modă la Galeriile Vivienne. Fără bani pentru a-și permite modele profesioniste pentru eveniment, Takada și prietenii săi au optat să vopsească coșurile unui model care suferea de acnee cu verde.
Inspirat de pictorul Henri Rousseau, și în special de Visul, Takada și-a decorat interiorul magazinului cu motive florale ca din junglă. Deoarece dorea să combine estetica junglei cu patria sa, designerul a decis să-și numească primul magazin „Jungle Jap”. Numele magazinului nu a fost lipsit de controverse: în 1971, în timpul primei sale vizite în Statele Unite ale Americii, Liga Cetățenilor Japonez-Americani i-a cerut lui Takada să elimine cuvântul „Jap” din numele afacerii. Cu toate acestea, Curtea Supremă Statală a admis folosirea termenului ca parte a unei mărci în anul următor. Takada și echipa sa au optat totuși să redenumească marca imediat ce Takada s-a întors în Franța.
Eforturile lui Takada au fost răsplătite rapid – în iunie 1970, revista Elle a inclus unul dintre designurile sale pe copertă.:117 S-a mutat cu magazinul din Galeria Vivienne în Pasajul Choiseul în 1970. Takada și-a prezentat colecția în New York și Tokyo în 1971. În anul următor, a câștigat premiul Fashion Editor Club of Japan. În octombrie 1976, Takada a deschis magazinul principal, Kenzo, în Place des Victoires. Takada și-a dovedit simțul aparițiilor dramatice atunci când, în 1978 și 1979, a organizat spectacolele într-un cort de circ, având la final călăreți în uniforme transparente, el însuși fiind călare pe un elefant. Takada a avut chiar șansa de a regiza un film, numit Yume, yume no ato, care a fost lansat în 1981.

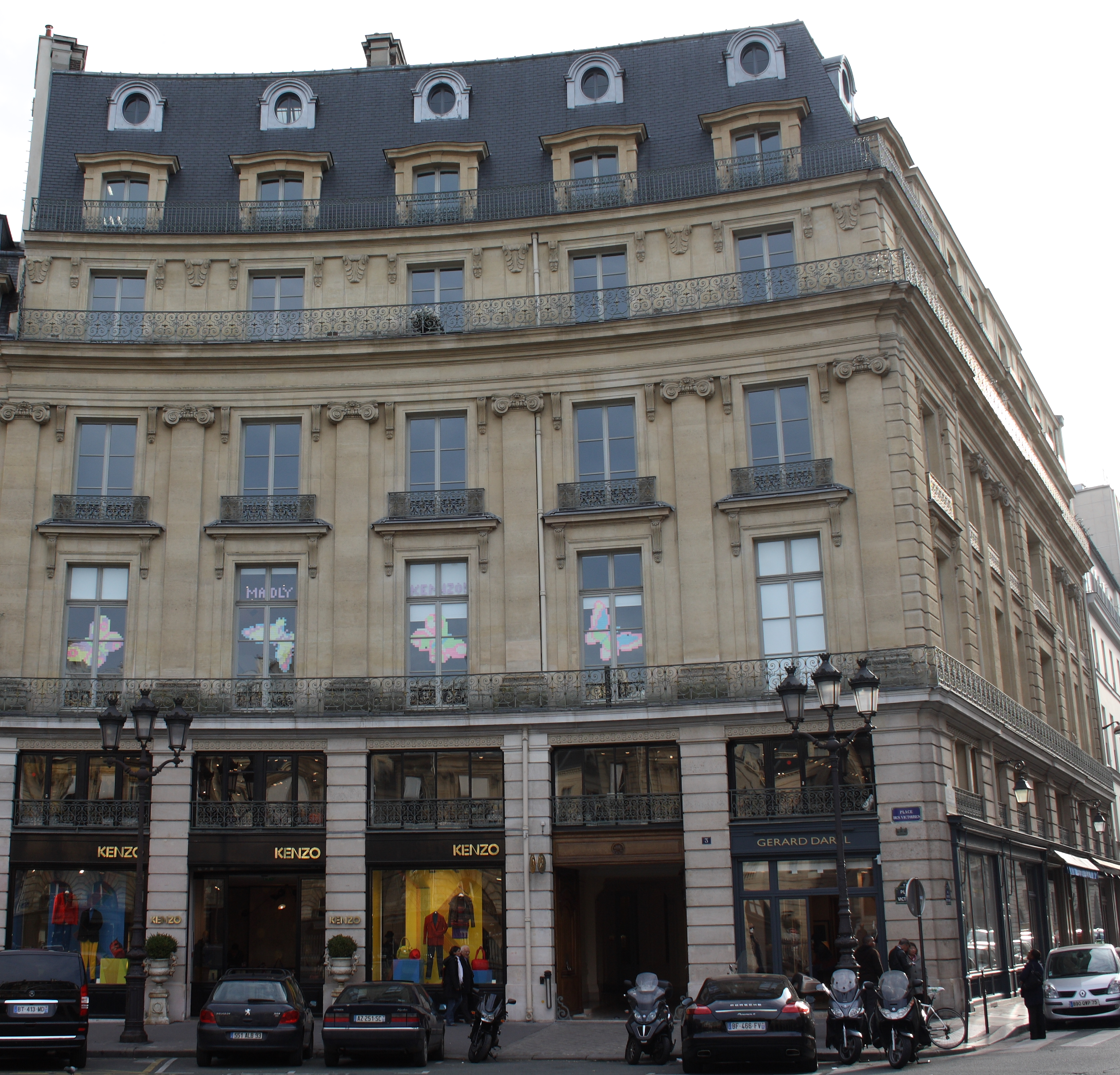
Casa de modă Kenzo din Paris

Prima colecție pentru bărbați a fost lansată în 1983. În august 1984, The Limited Stores au anunțat că au semnat cu Takada pentru o linie de îmbrăcăminte mai puțin costisitoare, numită Album by Kenzo. O linie pentru copii numită Kenzo Jungle a fost lansată în 1986, alături de blugi pentru bărbați și femei.
Takada s-a aventurat și în industria parfumurilor. A experimentat mai întâi cu parfumuri prin lansarea King Kong în 1980, pe care l-a creat „doar ca distracție”. În 1988, linia de parfumuri pentru femei a început cu Kenzo de Kenzo (acum cunoscut sub numele Ça Sent Beau), Parfum d'été, Le monde est beau și L'eau par Kenzo. Kenzo pour Homme a fost primul său parfum pentru bărbați, lansat în 1991. FlowerbyKenzo, lansat în 2000, a fost numit de către Vogue ca fiind unul dintre cele mai bune parfumuri clasice franțuzești dintotdeauna. În 2001, a fost lansată și o linie de produse de îngrijire a pielii, KenzoKI.
Din 1993, marca Kenzo este deținută de către compania franceză de bunuri de lux LVMH. În 2016, a creat un parfum pentru Avon.

## Retragerea și activitatea ulterioară în industria modei

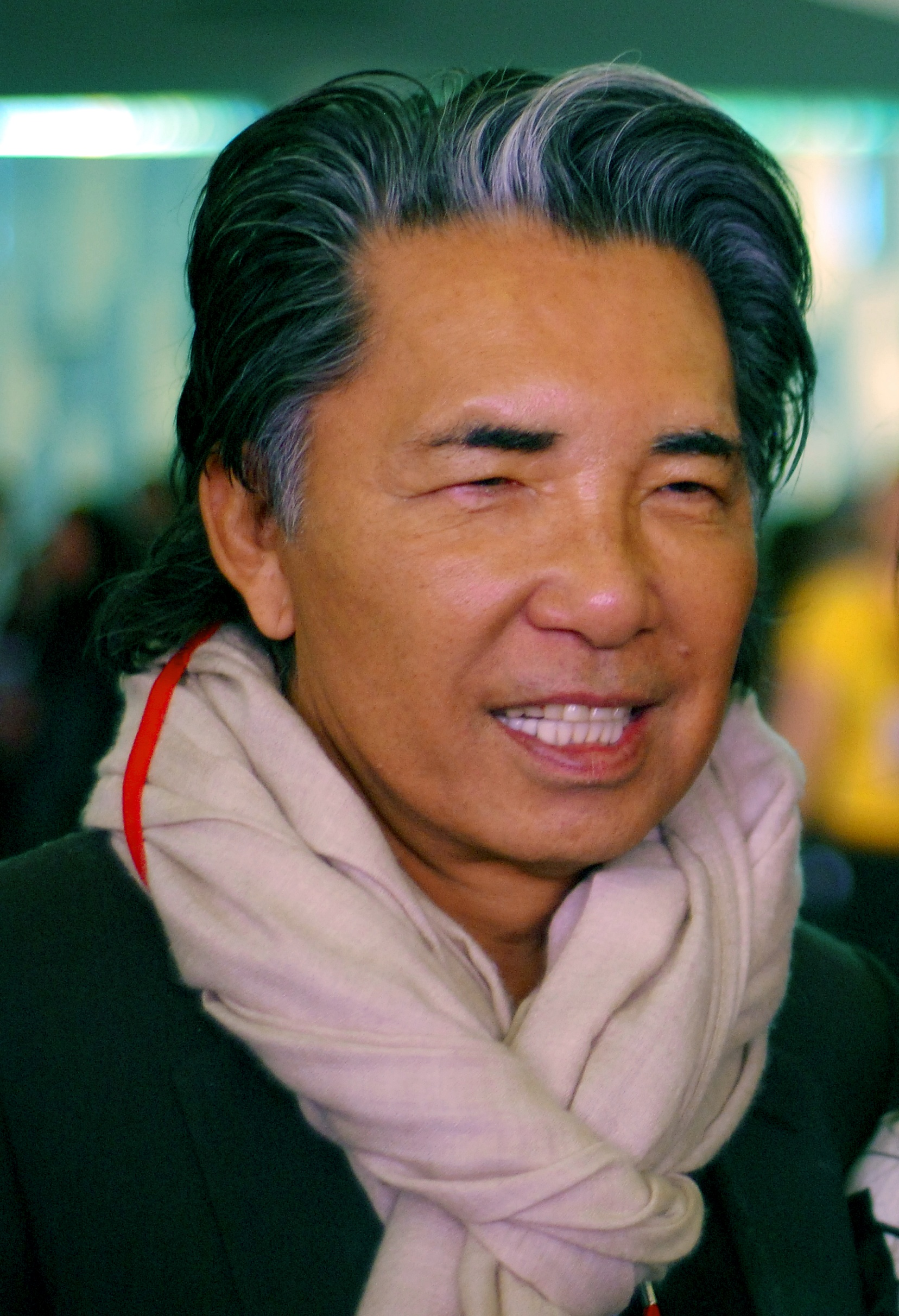
Takada, în iunie 2008

Takada și-a anunțat retragerea în 1999 pentru a urma o carieră în artă, lăsându-i pe Roy Krejberg și Gilles Rosier să se ocupe de designul liniilor de îmbrăcăminte Kenzo pentru bărbați și femei. Cu toate acestea, în 2005, a reapărut ca designer de decor cu prezentarea Gokan Kobo (五感工房 „atelierul celor cinci simțuri”), o marcă de tacâmuri, obiecte de casă și mobilier. După câțiva ani de pauză, a dorit să înceapă într-o nouă direcție, menționând că „atunci când am încetat să mai lucrez în urmă cu cinci ani, am plecat în vacanță, m-am odihnit, am călătorit. Și când m-am hotărât să lucrez din nou, mi-am spus că va fi mai mult în decor decât în modă”. În plus, în 2013 Kenzo s-a alăturat Asian Couture Federation, fiind Președintele de Onoare inaugural al organizației. În 2010, picturile lui Kenzo au fost obiectul unei expoziții individuale la Paris, intitulată „Un Certain Style de Vie”, Un Anumit Stil de Viață.
Takada a devenit Cavaler al Legiunii de Onoare pe 2 iunie 2016. A fost mai onorat cu Premiul pentru Întreaga Carieră în 2017, la cea de-a 55-a ediție a Fashion Editors' Club of Japan Award. În același an, Takada a lansat o nouă colecție cu Roche Bobois, oferind o nouă tapițerie canapelei Mah Jong și creând o linie de ceramică. După plecarea sa din industria modei, Takada s-a aventurat ocazional din nou în acest domeniu. În 2019, a proiectat costume pentru o producție a Madama Butterfly la Tokyo Nikikai Mozilla Foundation. De asemenea, a colaborat cu Mandarin Oriental Jumeirah din Dubai la designul primului pom de Crăciun afișat public de hotel în sezonul de iarnă 2019.
În ianuarie 2020, Takada a anunțat că va lansa o nouă marcă numită K3. Marca a apărut pentru prima dată pe 17 ianuarie 2020, la expoziția Maison et Objet, precum și într-un showroom parizian.

## Viață personală
Takada a avut o relație cu Xavier de Castella, care a decedat în 1990 în urma complicațiilor legate de SIDA. de Castella a ajutat la proiectarea casei lui Takada, cu o suprafață de 1.300 de metri pătrați, în stil japonez, a cărei construcție a început în 1987 și s-a terminat în 1993.
Takada a murit pe 4 octombrie 2020, din cauza unor complicații cauzate de COVID-19, în timp ce se afla internat la Spitalul American din Paris, în Neuilly-sur-Seine. Avea 81 de ani.

## Onoruri
- Franța: Ordinul Artelor și Literelor în grad de cavaler, 1984
- Japonia: Medalii de Onoare / Medalie cu Panglică Violet, 1999[70]
- Franța: Legiunea de onoare în grad de cavaler, 2016[37]